# Yukonibeyrichia
Yukonibeyrichia is een geslacht van uitgestorven kreeftachtigen uit de klasse van de Ostracoda (mosselkreeftjes).

## Soorten
- Yukonibeyrichia solo Berdan & Copeland, 1973 †
- Yukonibeyrichia yukonensis Berdan & Copeland, 1973 †